# Маленька крамничка жахів (фільм, 1986)
«Магазинчик жахів» (англ. Little Shop of Horrors) — американський комедійний музичний фільм жахів 1986 року режисера Френка Оза. Адаптація однойменного небродвейського мюзиклу 1982 року композитора Алана Менкена та сценариста Говарда Ешмана, який, в свою чергу, є адаптацією фільму 1960 року «Маленька крамничка жахів» режисера Роджера Кормана.

## Сюжет
Голос за кадром згадує часи, коли людський рід «раптово зіткнувся із смертельною загрозою самому своєму існуванню». Тріо вуличних дівчат 1960-х на ім'я Крістал, Ронетт і Чіффон відкривають шоу сценою («Little Shop of Horrors») та коментують події протягом усього дійства. Головне місце подій – бідний небезпечний район Skid Row, зокрема квіткова крамниця «Mushnik’s Flower Shop», що належить вередливому пану Мушніку. Сеймур Крелборн — бідний хлопець, сирота, що живе у підвалі крамниці. Одрі — його колега, симпатична і добра але слабохарактерна блондинка, яка живе у домі через дорогу. Вони обидва нарікають на свої життєві обставини («Skid Row (Downtown)»).
Покупців у крамниці мало і Мушнік роздумує над її закриттям. Одрі пропонує поставити на вітрину таємничу рослину, схожу на Венерину мухоловку, якою Сеймур віднедавна піклується. Сеймур, який таємно закоханий в Одрі, каже, що назвав рослину Одрі II на її честь. Рослина одразу заманює покупця, який починає питати Сеймура де він її знайшов. Сеймур розповідає, що купив її у іншого флориста під час раптового затемнення сонця («Da-Doo»).
Наприкінці успішного для крамниці дня, рослина зненацька починає в'янути і Мушнік наказує Сеймуру привести її до форми. Залишившись сам на сам з нею в підвалі, Сеймур міркує, чому так відбувається, адже він так добре про неї дбає. Випадково він проколює собі палець колючкою троянди, що спричиняє появу крові і Одрі II починає на неї реагувати. Таким чином Сеймур робить відкриття — Одрі II потрібна кров, щоб вижити і дозволяє рослині смоктати кров зі свого пальця («Grow for Me»). Сеймура запрошують на радіо, що робить крамниці неабияку рекламу. Тим часом Одрі таємно прагне кинути свого крутого хлопця. Її мрія — жити ідеальним життям разом із Сеймуром десь за містом, мати будинок з землею, вечері з заморожених продуктів та пластикові меблі («Somewhere That's Green»).
По мірі зростання Одрі II стає популярною цікавинкою, що починає пожвавлювати бізнес Мушніка, але Сеймур, який щоночі годує її кров’ю зі своїх пальців, ледве стоїть на ногах («Some Fun Now»). Попри це, його стосунки з Одрі покращуються, він навіть знаходить у собі сміливість запросити її на побачення, але вона все ще зустрічається з Оріном Скривелло, стоматологом-садистом, який її весь час кривдить. За зразком персонажів «Leader of the Pack» 1950-х, Орін їздить на мотоциклі, носить шкіряні речі і любить робити іншим боляче («Dentist!»). Знову залишившись сам на сам з рослиною наприкінці робочого дня, Сеймур не може її нагодувати через анемію. Раптом він чує голос, який каже «Нагодуй мене» і виявляє, що Одрі II вміє говорити. Монстр вимагає крові та обіцяє, що, якщо його нагодують, він зробить так, що всі мрії Сеймура здійсняться. Спочатку Сеймур відмовляється, оскаржуючи твердження Одрі II про те, що багато людей заслуговують на смерть, але потім він сам стає свідком того, як Орін знущається над Одрі. Монстр подає це, як цілком логічне виправдання для вбивства Оріна. Не усвідомлюючи, що ним маніпулюють, Сеймур поступається своїм інстинктам і погоджується скоїти злочин («Feed Me (Git It)»).
Він приходить на прийом до Оріна, маючи намір його вбити, однак починає нервувати та змінює рішення. Нажаль для Оріна, який вирішує вдихнути трохи закису азоту перед лікуванням Сеймура за допомогою спеціального пристрою, пристрій застрягає у положенні «увімкнено» і він задихається, не встигнувши його зняти. Дозволивши йому померти, Сеймур приносить тіло Оріна до Одрі II, але рослина просить його розрізати, адже вона ще замала для того, щоб їсти людей цілком. Сеймур виносить тіло на вулицю і розрубує його сокирою, не знаючи, що Мушнік, який якраз повертався до крамниці по своїх справах, все побачив.
Наступного дня Сеймур не може побороти відчуття провини. Одрі зізнається Сеймуру, що почувається винною у зникненні Оріна, бо таємно сама бажала цього. Вони впевнюються у взаємних почуттях і Сеймур обіцяє, що відтепер він буде захищати Одрі та піклуватися про неї. («Suddenly, Seymour»). Того ж вечора, коли щасливий Сеймур лежить на своєму ліжку у підвалі, до нього приходить озброєний Мушнік і зізнається у тому, що бачив як той різав тіло Оріна. Він змушує Сеймура піднятись до крамниці, де за ними спостерігає Одрі II, з наміром викликати поліцію. Але в останній момент у Мушніка з’являється інша ідея – він пропонує дати Сеймуру покинути місто за умови, що той залишить йому рослину, але Сеймур має пояснити йому як за нею піклуватись. Поки Сеймур вагається з відповіддю, Одрі II опускає голову і відкриває пащу. Мушнік обертається і, шокований, підходить ближче, після чого Одрі II хапає його зубами і з’їдає його цілком («Suppertime»).
Тепер крамницею керує Сеймур і до нього приходять репортери, продавці, адвокати та агенти, обіцяючи йому славу та багатство. Попри спокусу насолоджуватись успіхом, Сеймур усвідомлює, що лише питання часу, коли Одрі II знову вб’є, і що він несе за це моральну відповідальність. Під час чергового інтерв’ю у крамниці Одрі II знову опускає голову як знак того, що вона зголодніла. Сеймур не витримує і біжить. Розмовляючи сам з собою на вулиці, він вирішує, що Одрі II повинна померти після інтерв'ю, запланованного через два дні. Коли Одрі знаходить його, Сеймур пропонує їй залишити Skid Row і просить її вийти за нього заміж, на що Одрі погоджується.
Сеймур і Одрі пакують валізи. Коли Сеймур намагається тихо вийти з крамниці, Одрі II помічає його і знову просить їсти. Сеймур погоджується тільки за умови, що це буде м’ясо куплене у м’ясника, залишає валізи і йде. За його відсутності Одрі II користується своїми лозами, щоб подзвонити Одрі через таксофон. Шокована тим, що з нею розмовляє рослина, Одрі одразу біжить до крамниці, де Одрі II благає її напоїти її. Не відчуваючи смертної небезпеки, вона підходить до води, і лоза обертається навколо неї та втягує її в роззявлену пащу істоти («Suppertime II»). Сеймур з'являється та кидається до рослини, намагаючись врятувати Одрі. Він витягує її і веде її надвір.

### Кінець фільму у театральній версії
Сеймур розповідає все шокованій Одрі і зізнається, у тому, що боїться, що вона кохає його тільки завдяки Одрі II, на що Одрі відповідає, що кохала б його в будь-якому разі («Suddenly, Seymour» (реприза)). В їхню розмову втручається бізнесмен Патрік Мартін, який пропонує Сеймуру продавати живці Одрі II у квіткових магазинах по всій Америці. Сеймур зненацька розуміє злий план монстра: захоплення світу. Він відмовляє Мартіну у співпраці і повертається до крамниці, де Одрі II підтверджує його здогадку і починає з ним бавитись, в той же час руйнуючи крамницю («Mean Green Mother from Outer Space»). Після того, як Одрі II цілком її розвалює, Сеймур вилізає з-під завалу з електричним кабелем у руці і вбиває її струмом.
Одрі і Сеймур одружуються і переїжджають до будинку, схожого на той, про який мріяла Одрі. Але у їхньому саду виростає маленька Одрі II…

### Кінець фільму у режисерській версії
Виявляється, що Одрі смертельно поранена. Її останнє бажання полягає в тому, щоб Сеймур згодував її рослині після смерті, щоб вони завжди могли бути разом. Вона помирає у його на руках, і він неохоче вшановує її прохання («Somewhere That's Green» (реприза)), після чого здирається на дах багатоповерхівки з наміром вкоротити собі віку. Його зупиняє бізнесмен Патрік Мартін, який показує йому нову маленьку Одрі II, яку зміг виростити всього за два дні після того, як був у крамниці і непомітно відрізав шматочок Одрі II. Коли він пропонує Сеймуру продавати живці Одрі II у квіткових магазинах по всій Америці, той зненацька розуміє злий план монстра: захоплення світу. На відмову Сеймура Мартін відповідає, що рослина вважається суспільним надбанням, тому його відмова нічого не змінює.
Сеймур прибігає до крамниці, де Одрі II підтверджує його здогадку і починає з ним бавитись, в той же час руйнуючи крамницю («Mean Green Mother from Outer Space»). Сеймур намагається стріляти у рослину, але кулі їй не шкодять. Після того, як Одрі II цілком розвалює крамницю і знесилений Сеймур вилізає з-під завалу, Одрі II хапає його своїми лозами і з'їдає.
Крістал, Ронетт і Чіффон розповідають, що після цих подій маленькі Одрі II почали продавати по всій Америці і інші наївні люди почали годувати їх кров’ю, повіривши їхнім обіцянкам слави та багатства. Згодом, всі ці рослини почали захоплювати світ, руйнуючи міста і з’їдаючи їхніх мешканців («Don't Feed the Plants»). Фільм закінчується двома Одрі II які здираються на статую Свободи, повністю ігноруючи вогонь армії, і третьою яка, розриваючи екран і ламаючи четверту стіну, кидається на глядача.

## У ролях
| Актор            | Роль                                  |
| ---------------- | ------------------------------------- |
| Рік Мораніс      | Сеймур Крелборн                       |
| Еллен Грін       | Одрі                                  |
| Вінсент Гарденія | містер Мушнік                         |
| Стів Мартін      | Орін Скрівелло                        |
| Джеймс Белуші    | Патрік Мартін (у театральній версії)  |
| Пол Дулі         | Патрік Мартін (у режисерській версії) |
| Джон Кенді       | Вінк Вілкінсон                        |
| Білл Мюррей      | Артур Дентон                          |
| Міріам Марголіс  | медсестра                             |
| Крістофер Ґест   | перший клієнт                         |
| Тичіна Арнольд   | Крістал                               |
| Мішель Вікс      | Ронетт                                |
| Тіша Кемпбелл    | Чіффон                                |

## Виробництво

### Розробка
Девід Геффен був одним з оригінальних продюсерів позабродвейського шоу, і він почав планувати повнометражну екранізацію. Спочатку Стівен Спілберг був залучений як виконавчий продюсер, а Мартін Скорсезе — як режисер фільму, який він хотів зняти у форматі 3D, але виробництво зупинилося, коли сценарист і актор оригінального фільму Чарльз Б. Гріффіт подав позов до суду. Джон Лендіс також був залучений  до проєкту деякий час. Музичний продюсер і учасник Four Seasons Боб Гаудіо адаптував пісні мюзиклу для фільму.
Тоді Геффен запропонував фільм Френку Озу. Спочатку Оз відхилив пропозицію, але згодом у нього виникла ідея, яка зацікавила його в кінематографічному аспекті проєкту. Оз витратив півтора місяці на реструктуризацію сценарію, який, на його думку, був прив'язаний до сцени. Оз також вивчав офф-бродвейське шоу та його тематичну побудову, щоб реконструювати його для повнометражного фільму.

### Кастинг
Грін, яка зіграла Одрі в оригінальній постановці, спочатку не збиралася повторювати свою роль. Студія хотіла Сінді Лопер, але вона відмовилася. Після кастингу Грін Оз описав її як «дивовижну» і сказав: «Я не міг уявити собі іншої Одрі, справді. Вона грала цю роль роками». Персонаж пацієнта стоматолога-мазохіста (якого в оригінальному фільмі грав Джек Ніколсон) був вирізаний зі сценічної версії, але повернувся до нового фільму, перейменований на Артура Дентона і зіграний Біллом Мюрреєм, який імпровізував всі свої діалоги.

### Знімання
Усі сцени були зняті на Pinewood Studios в Англії.

### Практичній ефекти
Команда аніматроніки та виготовлення складалася з тих самих людей, які працювали над створіннями в «Лабіринті».
Розробляючи рот рослини для діалогових сцен і музичних номерів, Оз, Конвей і його команда намагалися з'ясувати, як змусити рослину переконливо рухатися. «Ми намагалися і намагалися, але нічого не виходило». Рішення знайшлося під час перегляду тестових відеозаписів з лялькою. Коли плівка прокручувалася вперед або назад зі швидкістю, що перевищувала звичайну, відзнятий матеріал виглядав більш переконливо і реалістично. Вони зрозуміли, що можуть знімати ляльку з меншою швидкістю, щоб вона рухалася швидше при відтворенні зі звичайною швидкістю. Частота кадрів була сповільнена до 12 або 16 кадрів на секунду, залежно від сцени, а для мінімізації екранного часу, який лялька проводила з акторами-людьми, використовувалися часті обриви екрану; коли була необхідна взаємодія, актори (зазвичай Мораніс) демонстрували пантоміму і синхронізацію губ у сповільненому темпі.

### Перезнімання
Наприкінці знімання фіналу, студія влаштувала два тестових перегляди фільму, один у Сан-Хосе, один у Лос-Анджелесі. Обидва рази, більшість фільму була сприйнята позитивно, але кінець фільму (де рослина з'їдає Одрі і Сеймура, після чого завойовує весь світ, як у мюзіклі) обурив глядачів, що поставило під сумнів вихід фільму. Було ухвалено рішення відзняти нову версію кінця фільму, де Сеймур і Одрі залишаються живі, Патрік Мартін не розповсюджує живці Одрі II по всій країні, а сама Одрі II помирає. Сцена, де Одрі II атакує Сеймура і трощить крамницю (пісня «Mean Green Mother from Outer Space») залишилась у театральній версії, але монолог Сеймура, де він називає рослину і себе потворами, і звинувачує її у тому, що вона з'їла єдину людину яку він кохав, був замінений, було видалено його спробу вбити рослину, стріляючи у неї з пістолета, і було додано кілька кадрів, де жива Одрі спостерігає за подіями через вікно.
Пол Дулі і Тіша Кемпбелл, які відповідно зіграли у фільмі Патріка Мартіна і Чіффон, не змогли взяти участь у перезйомках, тому Дулі у ролі Мартіна замінив Джеймс Белуші, а Кемпбелл замінила невідома акторка (коли три співачки з'являються на екрані в останній сцені театральної версії, обличчя Чіффон не видно).
За допомогою кольорових негативів і нотаток Френка Оза, оригінальний фінал фільму був відновлений для релізу на Blu-Ray у 2012 році. Після того, як Оз підтримав цей проєкт, версію фільма з оригінальним финалом було офіційно названо «режисерською версією».

## Випуск
Фільм вийшов на великі екрани 19 грудня 1986 року та зібрав 39 мільйонів доларів у прокаті, що, з точки зору студії, вважалося невдалим.